# Миколаївка (Вільхуватська сільська громада)
Миколаївка — селище в Україні, у Вільхуватській сільській громаді Куп'янського району Харківської області. Населення становить 4 осіб. До 2020 орган місцевого самоврядування — Федорівська сільська рада.

## Географія
Селище Миколаївка знаходиться біля залізничної станції Розорене, примикає до села Юр'ївка, на відстані 1 км проходить автомобільна дорога Т 2115.

## Історія
1799 — дата заснування.
12 червня 2020 року, відповідно до Розпорядження Кабінету Міністрів України № 725-р «Про визначення адміністративних центрів та затвердження територій територіальних громад Харківської області», увійшло до складу Вільхуватської сільської громади.
19 липня 2020 року, в результаті адміністративно - територіальної реформи та ліквідації Великобурлуцького району, селище увійшло до складу Куп'янського району Харківської області.

## Економіка
- В селищі є молочно-товарна ферма.